# Tre per sempre
Tre per sempre è una miniserie televisiva australiana in due puntate diretta da Franco Di Chiera.

## Trama
In un orfanotrofio di suore, vivono tre orfani molto uniti Danny, Francis e Paulie, che vengono adottati da tre famiglie. I nuovi genitori di Danny sono ricchi, ma esso è oppresso dalla scuola d'elite che frequenta. Solo con Bops, il padre della madre adottiva, instaura un buon rapporto. Anche Paulie non si trova bene nella nuova famiglia: infatti loro hanno perso un figlio e lo vogliono rimpiazzare con lui. Un giorno, per cercare la vera madre di Danny, i tre scappano, andando incontro a mille avventure. L'unico che possa convincerli e che possa riportarli a casa sani e salvi è Bops.

## Produzione
La miniserie è stata girata interamente in Australia nel 1997.

## Distribuzione
In alcuni paesi è andata in onda in 6 episodi da 30 minuti o in 8 episodi da 25 minuti.